# Кахипари
Кахипари (груз. კახიფარი) — село в Грузии. Находится в Гурджаанском муниципалитете края Кахетия. Высота над уровнем моря составляет 590 метров. Население — 171 человек (2014).